# Unterpeischlach
Unterpeischlach ist ein Ort (Fraktion) der Gemeinde Kals am Großglockner. Die Ortschaft an der Isel hat heute 165 Einwohner (Stand: 1. Jänner 2024).

## Geographie
Unterpeischlach liegt in einer Höhe von 760 m (TIWAG-Kraftwerk) am linken Ufer des Iseltals und verfügt über den niedrigsten Punkt der Gemeinde Kals am Großglockner. Die 49 Häuser (2004) der Ortschaft verteilen sich zum Großteil auf zwei kleinere Siedlungen. Zentrum der Ortschaft ist eine Siedlung mit Kapelle am rechten Ufer des Kalserbaches unterhalb des Klammaustrittes. Südöstlich dieser Siedlung liegt das Kalserbach-Kraftwerk der TIWAG, an das sich im Südosten ein weiterer Siedlungsteil anschließt.

## Geschichte
Die Ursprünge des Siedlungsnamens von Unterpeischlach entstammen der slawischen Sprache. Erstmals urkundlich erwähnt wurde die Ortschaft 1329 als Peuschler und 1428 als Päuschlarn. Der Name leitet sich vom altslowenischen pišljah (Lokativ zu pyl'(an)e) ab und bedeutet „Ort, wo der Wind weht“ (slawisch pyxati für „blasen“, „wehen“).
Unterpeischlach bildete mit Oberpeischlach lange Zeit eine Rotte von Kals, die 1754 über insgesamt 14 Wohnhäuser und 142 Bewohner verfügte. Seit 1910 wird Unterpeischlach als eigene Fraktion geführt. 1809 wurde Unterpeischlach zum Schauplatz des gleichnamigen Frieden von Unterpeischlach. Unter Führung der benachbarten Matreier stellten die Iseltaler Schützen 1809 ein rund 900 Mann starkes Heer auf, das die napoleonischen Truppen aufhalten sollte. Durch Vermittlung der Lienzer Ratsherren gelang es jedoch einen Waffenstillstand zu schließen, der beim „Wirt“ in Unterpeischlach unterzeichnet wurde.
Aufgrund der weiten Distanz zum Hauptort Ködnitz spielen für Unterpeischlach im Kirchen- und Bildungsbereich auch andere Gemeinden eine Rolle. So gehört etwa die Kapelle von Unterpeischlach zur Pfarre von St. Johann im Walde. Die Volksschüler westlich des Kalserbaches besuchen wiederum die Volksschule in Huben (Gemeinde Matrei in Osttirol), jene Kinder östlich des Kalserbaches die Volksschule von Sankt Johann im Walde. Alle Hauptschüler von Unterpeischlach werden hingegen in Kals eingeschult.

## Wichtige Bauwerke

### Kapelle zu den „Sieben Schmerzen Mariens“
Die Kapelle von Unterpeischlach zu den „Sieben Schmerzen Mariens“ wurde während des Ersten Weltkriegs auf Grund eines Gelöbnisses errichtet und während des großen Hochwassers 1966 durch den Kalserbach zerstört. Der Neubau erfolgte nach Plänen von Paul Illmer. Auf dem Außenfresko der Kapelle wurde sowohl die Zerstörung, als auch der Wiederaufbau des Gebäudes verewigt.

### Kalserbach-Kraftwerk
Unterpeischlach verfügt seit 1949/50 über ein Wasserkraftwerk der TIWAG, das durch das Wasser des Kalserbachs gespeist wird. Das benötigte Wasser wird dabei bei Staniska gefasst und durch einen 2,6 km langen Stollen in den Tagspeicher auf dem Oblasberg geleitet. Vom Oblasberg stürzt das Wasser schließlich über eine Fallhöhe von 270 Metern zum Turbinenhaus im Iseltal, dessen Turbinen eine Leistung von 11,7 Megawatt haben.